# A Christmas Carol (film 1908)
A Christmas Carol è un cortometraggio muto del 1908. Il nome del regista non viene riportato.
È il secondo adattamento cinematografico del romanzo Canto di Natale di Charles Dickens, il primo prodotto negli Stati Uniti. Protagonista è l'attore britannico Tom Ricketts nel ruolo di Ebenezer Scrooge.
Il film è perduto ma di esso esiste una dettagliata sinossi in The Moving Picture World.

## Trama
L'avaro e gretto Ebenezer Scrooge, alla vigilia di Natale, non vuole fare la carità né è intenerito dalla visita di un nipote. Tornato a casa, Scrooge vede il fantasma del suo ex socio che lo mette in guardia. La notte, verrà poi visitato da tre spiriti: lo spirito del Natale passato, lo spirito del Natale presente e lo spirito del futuro che lo attende se non cambia atteggiamento verso gli altri.

## Produzione
Il film fu prodotto dalla Essanay Film Manufacturing Company. Venne girato a Chicago, dove la casa di produzione aveva la sua sede principale, negli Essanay Studios, al 1333-45 di W. Argyle Street.

## Distribuzione
Distribuito dalla Essanay Film Manufacturing Company, il film - un cortometraggio di una bobina - uscì nelle sale cinematografiche USA il 9 dicembre 1908.